# Verpillières-sur-Ource
Verpillières-sur-Ource è un comune francese di 122 abitanti situato nel dipartimento dell'Aube nella regione del Grand Est.

## Società

### Evoluzione demografica
Abitanti censiti